# Éric Poulat
Éric Poulat (nascut el 8 de setembre de 1963 a Bron, Roine) és un àrbitre de futbol jubilat i informàtic francès. Nomenat àrbitre l'1 de gener de 1999, va fer el seu debut internacional en una eliminatòria per a la Copa del Món de la FIFA 2002 el 28 de març de 2001 entre (Polònia i Armènia). Va passar a oficiar el Torneig Olímpic de 2004, els partits de classificació per a la UEFA Euro 2004 i la Copa del Món de 2006, i la mateixa Copa del Món de 2006.
Poulat es va retirar com a àrbitre internacional el 2006.